# 기로 (행위)
기로(棄老)는 노인을 내다버리거나 살해하는 관행이다. 이러한 기로는 노인 안락사 또는 이타적 자기희생과 같은 적극적 방법과 수동적 방법 모두로 특징지어질 수 있다. 적극적인 노인 안락사의 목적은 노인의 부담을 씨족, 가족, 사회가 덜어주는 것이다. 그러나 노인은 이타적으로 자살할 수도 있다. 이타적 자기희생의 경우, 오랜 전통을 지키거나 가문에 부담을 주지 않기 위한 목적이 있다. 둘 다 희생적인 죽음으로 이해된다.
기로는 전 세계의 다양한 문화에서 발견되며 다양한 기간 동안 실행되었다. 아래에서는 다양한 문화권의 여러 예를 찾을 수 있다. 기로의 방법은 해당 사회의 전통과 관습에 뿌리를 두고 있다.

## 같이 보기
- 연령 차별
- 조력자살